# Opaalkust

De Opaalkust

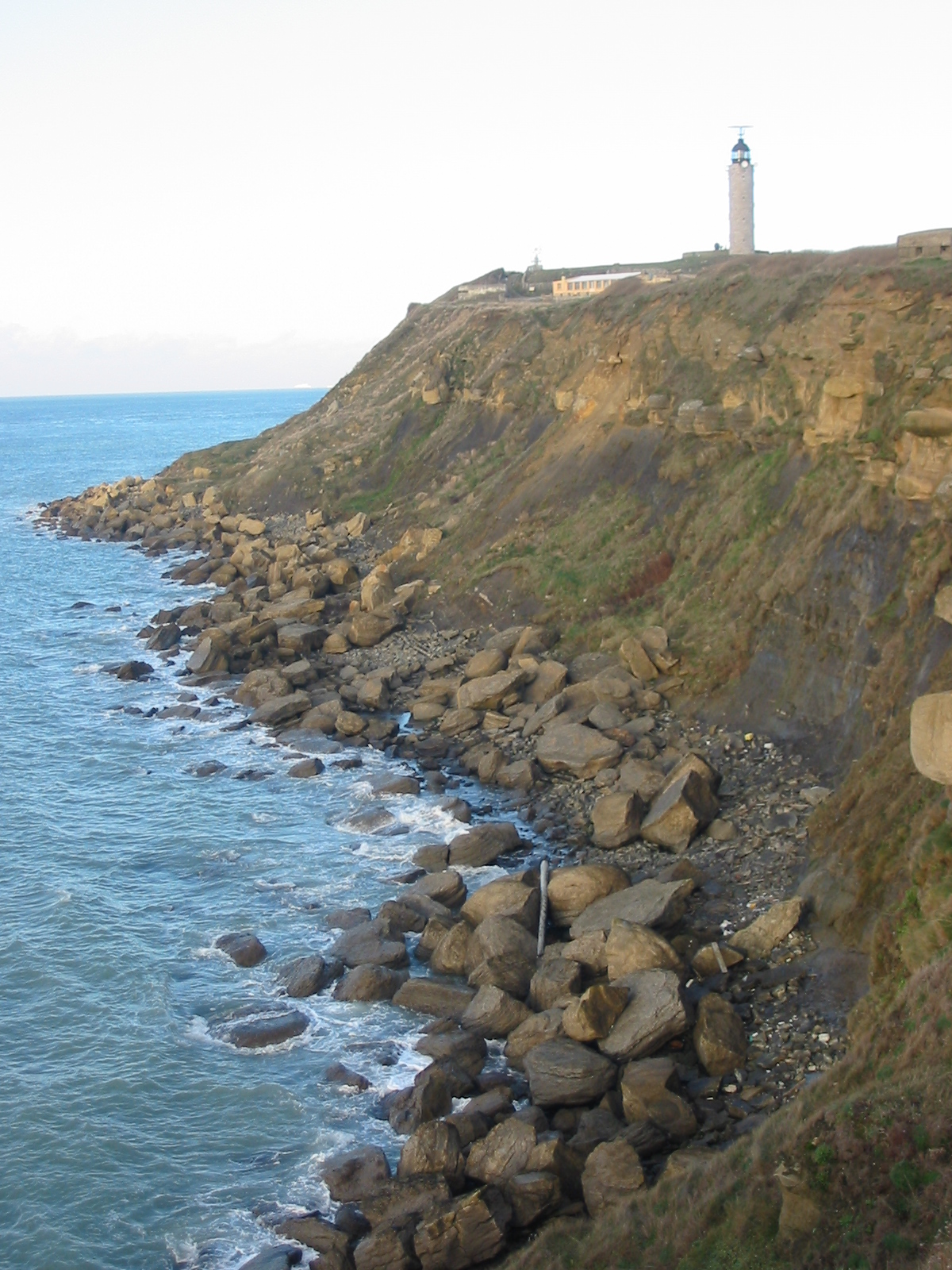
Cap Gris-Nez

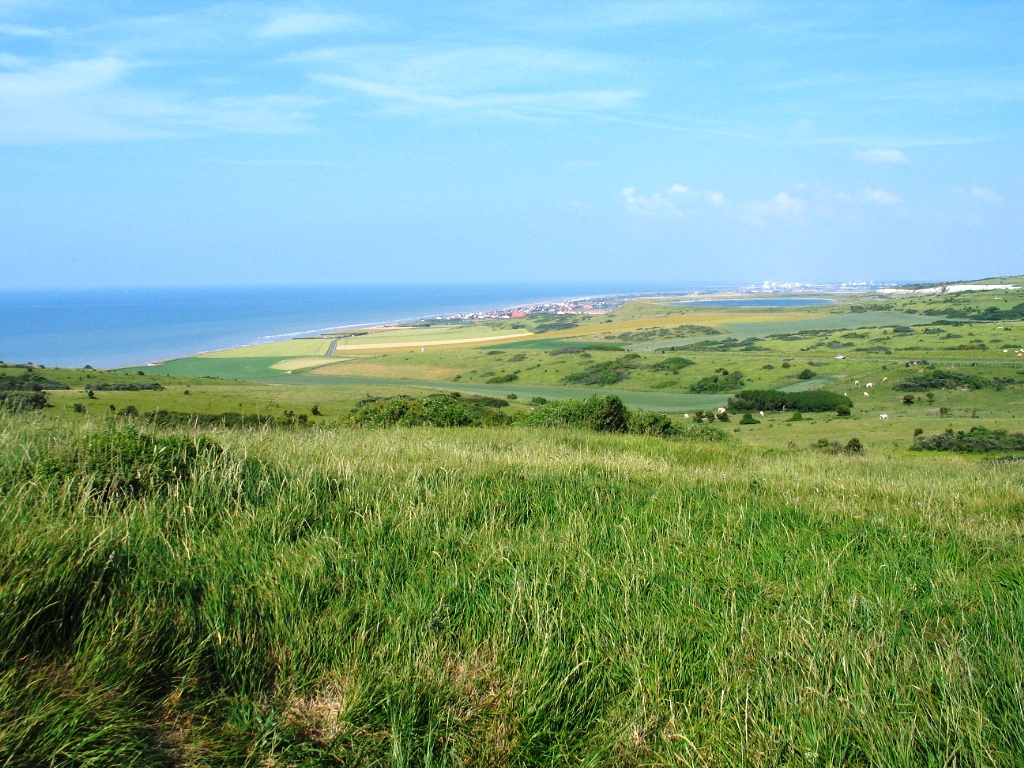
De Opaalkust in de buurt van Cap Blanc-Nez

De Opaalkust (Frans: Côte d'Opale) is een kuststrook in de regio Hauts-de-France in het noorden van Frankrijk. Ze omvat een deel van de kustlijn langs Het Kanaal, van Duinkerke tot Berck aan de monding van de Authie. De Franse kuststrook aan de Noordzee, tussen de Belgische grens bij Bray-Dunes en Duinkerke, wordt aangeduid met de naam Côte des Dunes de Flandre (Kust van de Vlaamse Duinen) en is het Franse deel van de Vlaamse kust (Côte de Flandre en Côte flamande).
De naam Opaalkust werd in 1911 voor het eerst gebruikt door de schilder Édouard Lévêque: "Is er iets in de natuur dat deze verscheidenheid van veranderende kleuren bezit? Ja, dat is de opaal, de waardevolle edelsteen die keer op keer die serie uitbarstingen van rood en groen veroorzaakt. Voortaan kunnen we naast de Côte d'Azur, de Côte d'Émeraude en de Côte d'Argent ook de Côte d'Opale, onze Opaalkust, toevoegen!"
Het karakter van de kust verandert naarmate men verder westwaarts gaat. Is de Noordzeekust in de omgeving van Duinkerken (Franse Westhoek) vrij vlak met een bescheiden duinstrook, de uiterste noordwestpunt langs het Nauw van Calais bij Cap Blanc-Nez en Cap Gris-Nez (Grand Site des Deux Caps) kenmerkt zich door hoog boven de zee uitstijgende krijtrotsen. Bovenop de Cap Blanc-Nez staat de Obelisk van Cap Blanc-Nez.
In cultureel en historisch opzicht is het gebied erg herkenbaar: in de vroege middeleeuwen werden nog langs de hele kustlijn Germaanse dialecten gesproken. Veel plaatsnamen hebben dan ook een Nederfrankische of Vlaamse oorsprong en lijken op de namen die in Vlaanderen worden aangetroffen. In de loop der eeuwen is de taalgrens steeds verder naar het oosten opgeschoven. Begin 21e eeuw worden alleen in de Franse Westhoek nog Frans-Vlaamse dialecten gesproken.
Plaatsen langs de Opaalkust zijn:
- Groot-Sinten (Grande-Synthe)
- Saint-Pol-sur-Mer
- Fort-Mardijk (Fort-Mardyck)
- Loon (Loon-Plage)
- Grevelingen (Gravelines)
- Grand-Fort-Philippe
- Oye-Plage
- Marck
- Calais
- Sangatte
- Escalles
- Wissant
- Tardinghen
- Audinghen
- Audresselles
- Ambleteuse
- Wimereux
- Boulogne-sur-Mer
- Équihen-Plage
- Saint-Étienne-au-Mont
- Hardelot
- Dannes
- Camiers en Sainte-Cécile-Plage
- Étaples
- Le Touquet-Paris-Plage
- Cucq en Stella-Plage
- Merlimont
- Berck